# Königlich Bayerisches 6. Infanterie-Regiment „Kaiser Wilhelm, König von Preußen“
Das Königlich Bayerische 6. Infanterie-Regiment „Kaiser Wilhelm, König von Preußen“ war ein Verband der  Bayerischen Armee. Der Friedensstandort des Regiments war Amberg.

## Geschichte

### Entstehung
Das Regiment wurde am 28. Juni 1725 in Frankenthal durch Kurfürst Carl Philipp zunächst als Land-Bataillon der Kurpfälzischen Armee aufgestellt, das schon von 1698 bis 1703 unter General Rehbinder bestanden hatte. Erster Oberstkommandant war Franz Albrecht Freiherr von Obentraut, dessen Namen das Bataillon trug (Land-Regiment „Obentraut“). 1733 war das Regiment in sechs Kompanien zu je 198 Mann gegliedert. Am 6. November 1734 bestand das Regiment noch aus 600 Mann, allein in den nächsten zwei Tagen desertierten 66 Mann. Am 12. Januar 1735 wurde die gesamte Mannschaft wegen der zunehmenden Desertionen entlassen. Ab Juli 1738 verlor das Land-Bataillon seinen Namen. Am 20. April 1739 wurde aus den Resten des Regiments die Aufstellung eines Landmiliz-Bataillons befohlen. Im Juli 1740 war es wieder auf 493 Mann angewachsen. Im Jahre 1743 erfolgte eine Aushebung von 86 Mann, um das Bataillon vollständig aufzustellen, aber es wurde wieder wegen zahlreicher Deserteure aufgelöst. Im Herbst 1744 wurde es in Stärke von 786 Mann in Mannheim erneut aufgestellt. Am 6. Mai 1746 wurde Johann Franz Adrian Freiherr Marotte von Montigny zum Oberstkommandanten ernannt. Am 13. Mai 1746 wurde das Pfalz-Zweibrückener Bataillon des Obersten von Montigny in Stärke von neunzehn Offizieren und 350 Mann mit dem Landbataillon zu einem Regiment zusammengelegt, das in dreizehn Kompanien zu je 112 Mann gegliedert war. Am selben Tag wurde Generalleutnant Friedrich Pfalzgraf von Zweibrücken-Birkenfeld zum Regimentsinhaber ernannt und das Regiment in zu Fuß „Pfalz-Zweibrücken“ umbenannt. Am 6. Februar 1747 wurde die 14. Kompanie in Stärke von 106 Mann aufgestellt. Am 2. Mai 1747 wurde Oberst Matthias Bertram Deroy zum Oberstkommandanten ernannt. Bis zum Jahre 1750 war das Regiment auf 1481 Mann angewachsen. Am 8. Mai 1751 wurde Feldmarschallleutnant Karl II. August Pfalzgraf von Zweibrücken Inhaber, das Regiment hieß dann Infanterie-Regiment „Prinz Karl von Pfalz-Zweibrücken“. 1753 wurde das Regiment als Haus-Regiment im Rang nach dem Garde-Grenadier-Regiment erhoben.

### Teilnahme amSiebenjährigen Krieg1757/59
Das Regiment trat mit zwei Bataillonen mit je einer Grenadierkompanie und fünf Musketier-Kompanien in einer Stärke von 1212 Mann beim Hilfskorps des Generalleutnant Freiherr von Isselbach an. Während das I. Bataillon bei Köln lag, war das II. Bataillon an der Schlacht bei Hastenbeck am 26. Juli 1757 beteiligt. Die Affäre bei Nienburg am 27. Februar 1758 endete mit einer Niederlage, das Regiment erhielt jedoch freien Abzug nach Minden. Am 15. März 1758 geriet das II. Bataillon in Minden in Gefangenschaft und wurde nach Magdeburg geführt. Es kehrte erst im April 1759 zurück.
Von 3. März 1788 bis 26. Dezember 1792 war Oberst Erasmus von Deroy Oberstkommandant des Regiments. Am 18. September 1789 wurde das Regiment gemäß kurfürstlichem Reskript in 1. Füsilier-Regiment „Herzog Karl“ umbenannt, wobei es keine Vorrechte als Haus-Regiment verlor, da es keine besessen hatte. Die Grenadierkompanien wurden in Füsilierkompanien umgegliedert. Am 5. Dezember 1789 erhielt das Regiment eine weiße Leibfahne und drei blaue Fahnen. Auf der Leibfahne war ein Marienbildnis, auf den übrigen Fahnen das ganze Hauswappen dargestellt.

### Erster Reichskrieg gegen Frankreich 1792/97
Das II. Bataillon (600 Mann) wurde 1792 zum Reichskontingent unter Generalmajor Ferdinand Graf von Minucci, später unter Oberst Graf Nogarola abgestellt. Zunächst wurde es in Mainz eingesetzt, wo es während der Belagerung im Mai/Juni 1793 vier Gefallene und fünf Verwundete zu beklagen hatte. Am 26. Juli 1793 lag das Regiment, zu einem kombinierten Regiment verstärkt, in Stärke von 1670 Mann bei Landau in der Pfalz. Drei Offiziere und 145 Mann waren erkrankt, elf Mann gingen von der Fahne. Zu den Gefechten an den Weißenburger Linien und bei Fort-Louis im Oktober 1793 sind keine Einzelheiten bekannt. Bei Frœschwiller und Wörth erlitt das Regiment vom 14. bis 22. Dezember 1793 Verluste von fünf Gefallenen, 27 Verwundeten und 16 Vermissten. Beim Einsatz bei Kaiserslautern im September 1794 ist über Verluste wenig bekannt, die Stärke betrug vierzehn Offiziere, 29 Unteroffiziere und 397 Mann. Während der zweiten Belagerung von Mainz vom 14. November 1794 bis 2. Februar 1795 wurden ein Mann im Gefecht getötet und acht Mann verwundet, vom pfälzischen Kontingent waren zwei Offiziere und 116 Mann an Krankheiten verstorben, 343 Kranke waren in den Spitälern von Mainz untergebracht. Am 23. April 1795 wurde Generalleutnant Herzog Wilhelm zu Pfalz-Birkenfeld zum Inhaber ernannt und das Regiment führte den Namen 1. Füsilier-Regiment „Herzog Wilhelm“. Im Juni 1796 sollte das Regiment 1300 Mann Ersatz erhalten, von denen jedoch bereits 302 desertiert waren. Im August 1796 fielen beim Rückzug über Isar und Donau 277 Mann in die Hände der Franzosen. In der Schlacht bei Geisenfeld am 1. September 1796 fielen acht Mann und fünfzig wurden verwundet, 158 galten als vermisst. Nach der Schlacht bei Biberach am 2. Oktober 1796 verlor das Regiment zwei Offiziere und 189 Mann, die überwiegend in französische Gefangenschaft gerieten, das Regiment hatte am Ende des Ersten Reichskrieges noch 315 Gewehre.
Am 27. Mai 1799 wurde das Regiment im Zuge der Armeereduktion auf ein Bataillon vermindert, das die Bezeichnung „Bataillon Efferen“ führte.

### Zweiter Reichskrieg gegen Frankreich 1799/1801
Das I. Bataillon wurde in der Stärke von 22 Offizieren und 959 Mann der 1. Brigade unter Generalmajor von Deroy, später dem Subsidienkorps unterstellt.

### Deutsch-Französischer Krieg
1870 kam es wieder zum Krieg gegen Frankreich. Nach Kämpfen bei Weißenburg, Wörth, Bitsch und Sedan nahm das Regiment vom 19. September 1870 bis 28. Januar 1871 an der Einschließung von Paris teil. Regimentskommandant war Oberst Georg Bösmiller.

### Einsatz beim Forstfrevel von Fuchsmühl
Traurige Berühmtheit erlangte das Regiment, als es am 30. Oktober 1894 gegen die Bauern von Fuchsmühl wegen deren Selbsthilfe beim Kampf um ihre Holzrechte in der „Fuchsmühler Holzschlacht“ von den Behörden gerufen und dann tatsächlich eingesetzt wurde. Die fünfzig Soldaten töteten damals im Wald zwei 69 Jahre alte Männer.

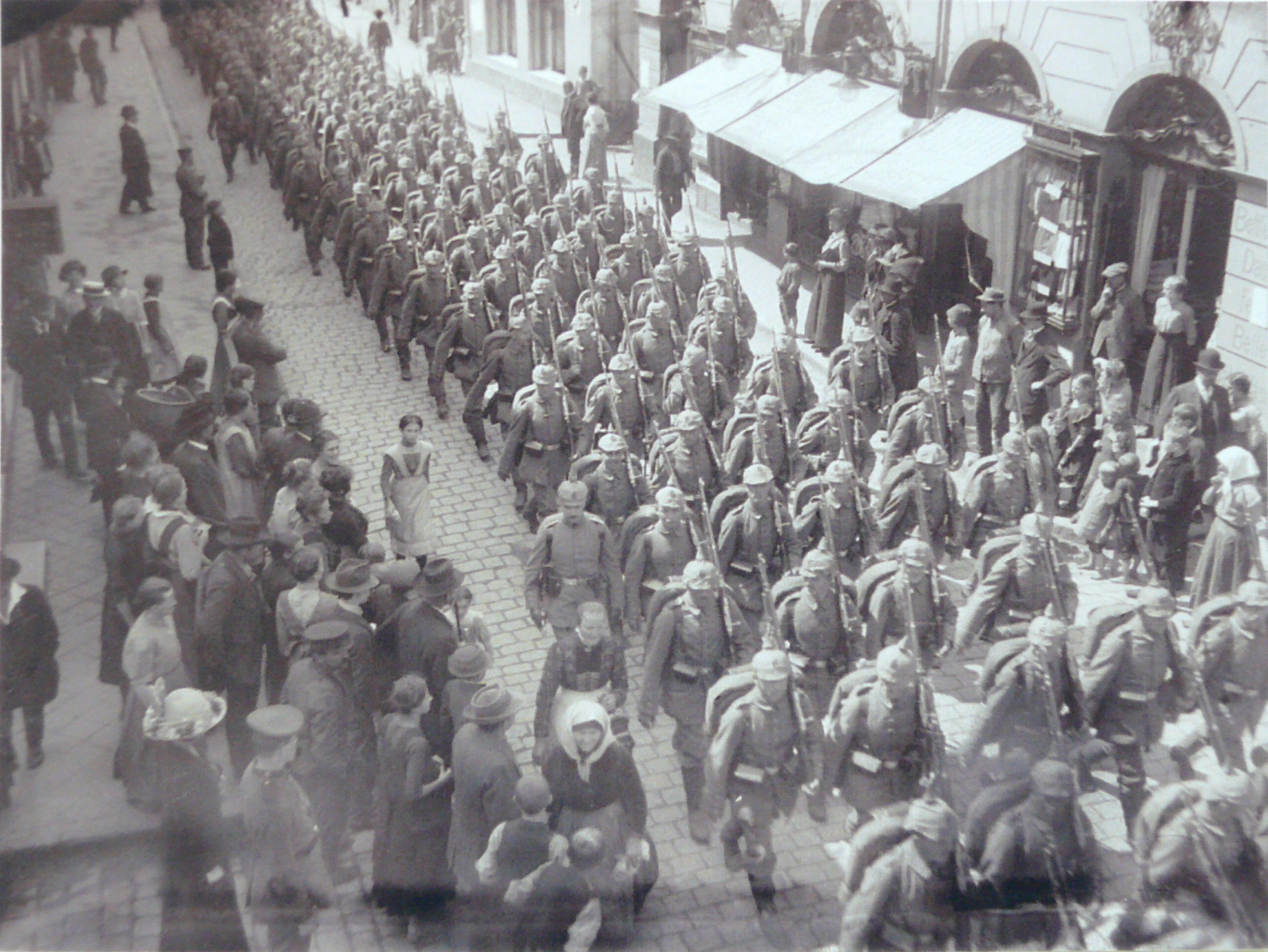
Auszug des Regiments am 6. August 1914 durch die Amberger Innenstadt zum Bahnhof.

### Erster Weltkrieg

#### 1914
Das Regiment war zu Beginn des Krieges der 12. Infanterie-Brigade/6. Infanterie-Division unterstellt und wurde zunächst im Raum Rémilly an der Westfront eingesetzt. Am 20. August 1914 trat das Regiment gegen Teile der französischen 68. Reserve-Division bei Delme zum Angriff an und stieß bis zur Seille vor. Im Zuge der Verfolgung als Flankenschutz verwendet, wurde es am 11. September aus der Front vor Nancy herausgelöst und westlich von Metz verlegt. Am 19. September 1914 griff das Regiment über Chambley in Richtung Vigneulles an und nahm noch am selben Tag die Maashöhen. Bis zum 25. September 1914 eroberte es Saint-Mihiel. Sowohl die Maasbrücke als auch anschließend die Ortschaft Chauvoncourt wurden genommen. Das III. Bataillon war am Sturm auf das Camp des Romains am 25. September morgens beteiligt, das nach heftigem Widerstand aufgab. Die Besatzung wurde in Gefangenschaft geführt.

#### 1915

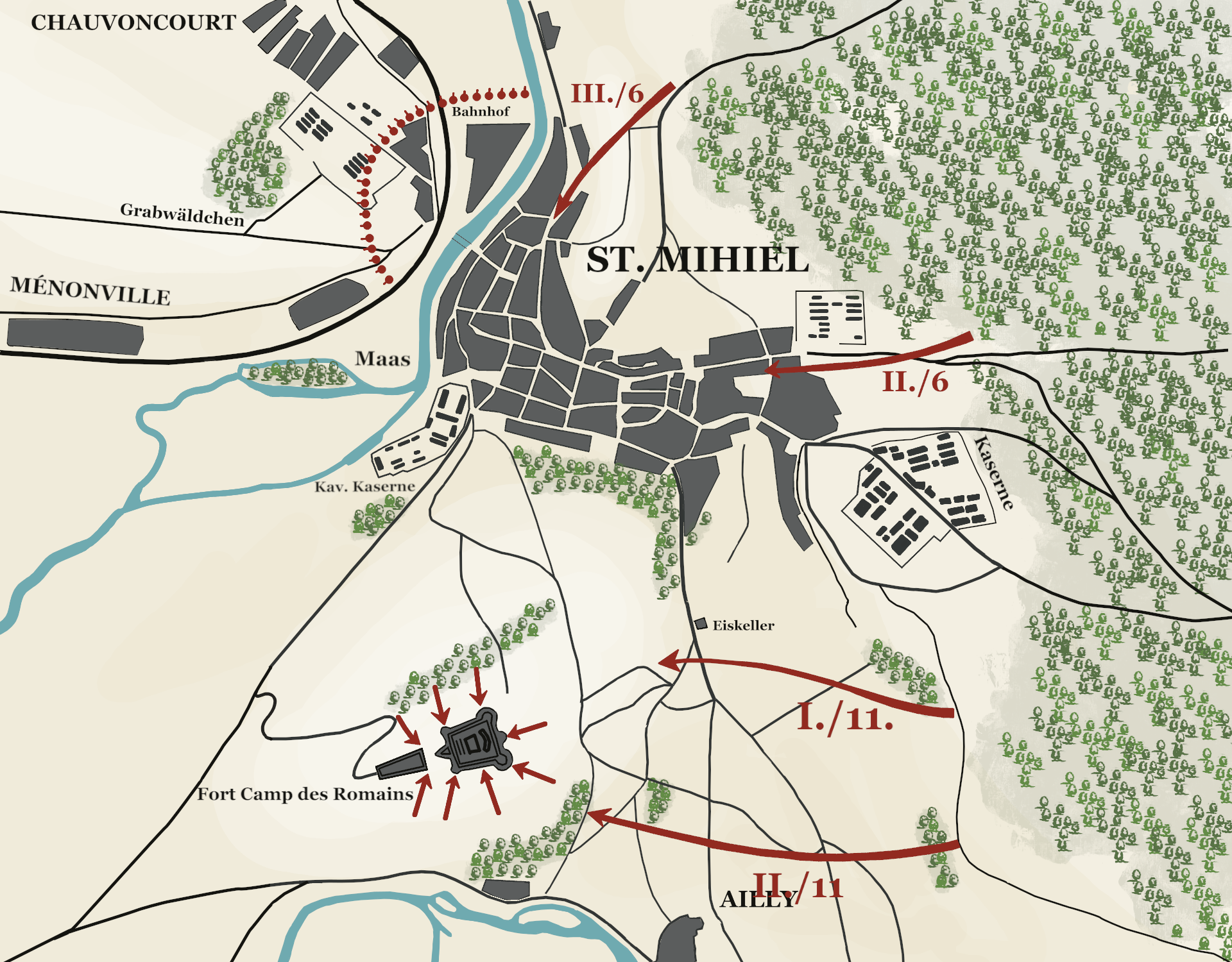
Eroberung von Saint-Mihiel und Erstürmung des Forts Camp des Romains am 25. September 1914

Im Wald von Ailly versuchten die Franzosen durch Minenstollen und Sappen sich taktische Vorteile zu verschaffen, die jedoch durch einen wohlvorbereiteten Gegenangriff der 6. Infanterie-Division unter Beteiligung der 7. und 8. Kompanie im dafür aufgestellten gemischten Infanterie-Regiment „Carl“ vereitelt wurden.

#### 1916
Nachdem am 2. und 3. August 1916 die Franzosen das Dorf Fleury zurückerobert hatten, trat das Regiment mit Teilen des 13. Infanterie-Regiments am 4. August 1916 zum Gegenstoß an und konnte dort die Ausgangslage wiederherstellen. Nach den Kämpfen bei Verdun aus der Front herausgelöst, wurde das Regiment ohne Erholung in die Linie nördlich Flers geworfen, wo es, I. Bataillon links, II. Bataillon rechts, III. Bataillon als Reserve, die Angriffe der Engländer bis 25. September 1916 noch abweisen konnte. Am darauffolgenden Tag brachen die Engländer unterstützt durch Tanks in die Stellungen des Regiments ein und zerschlugen es. Am 30. September 1916 wurden die Reste des Regiments herausgelöst.

#### 1917
Das III. Bataillon wurde als Reserve während der Frühjahrsschlacht bei Arras vom 2. April bis 20. Mai 1917 unter dem Kommando der 1. Reserve-Division eingesetzt. Bereits am 9. April 1917 wurde das Bataillon an die Bahnlinie Bailleul-Farbus geworfen, um einen englischen Durchbruch zu verhindern. Das Regiment wurde während der Flandernschlacht vom 27. Mai bis 3. Dezember 1917 bei Langemarck eingesetzt. Am 4. Oktober 1917 konnte es trotz heftiger englischer Angriffe die Stellungen südlich Koekhuyt halten.

#### 1918
Während der schweren Abwehrkämpfe zwischen Somme und Oise wurden mangels ausreichendem Ersatz die 2., 8. und 9. Kompanie aufgelöst. Mit der Minenwerfer-Kompanie 6 erhielt das Regiment am 16. September eine eigene Minenwerfer-Kompanie. Nach weiteren schweren Verlusten wurde am 2. November 1918 das I. Bataillon aufgelöst, und die Reste wurden in das II. Bataillon eingegliedert. Das Regiment stand am Ende des Krieges an der belgisch-französischen Grenze bei Maubeuge.

### Verbleib
Nach dem Waffenstillstand von Compiègne marschierten die Reste des Regiments über die Hohe Venn und Bonn in den Raum Siegen und von dort nach Amberg. Nach dem Eintreffen dort wurde das Regiment ab 19. Dezember 1918 demobilisiert und schließlich aufgelöst. Aus Teilen bildeten sich drei Freiformationen. Am 27. März 1919 wurden das I. Volkswehr-Bataillon Amberg mit fünf Kompanien und einer MG-Kompanie sowie das Sicherheits-Kommando Neumarkt aufgestellt. Es folgte am 18. April 1919 die Aufstellung des II. Volkswehr-Bataillons Amberg unter Einbeziehung der 5. Kompanie des I. Volkswehr-Bataillons mit 5. bis 7. Kompanie sowie der 2. MG-Kompanie. Dieses Bataillon war im Juni 1919 im Grenzschutz Böhmen im Einsatz. Schließlich wurde am 29. April 1919 noch das Freiwilligen-Detachement Amberg, auch als Freikorps Krummel bezeichnet, mit drei Kompanien gebildet. Die Formationen gingen im Juni 1919 im III. Bataillon des Reichswehr-Infanterie-Regiments 47 auf.
Die Tradition übernahm in der Reichswehr ab 24. August 1921 das Ausbildungs-Bataillon des 20. (Bayerisches) Infanterie-Regiments in Amberg.